# العزلة (بومرداس)
العزلة هي قرية جزائرية تقع في بني عمران - دائرة الثنية - ولاية بومرداس ·  ·  ·  ·  · .

## المنشآت
- منجم قدارة

## الطرق
- طريق الصومعة